# Ricard Teruel García
Ricard Teruel García (Gijón, Astúries, 25 de maig de 1917 - Barcelona, 3 de novembre de 1975) va ser un jugador asturiano-català de futbol, que va destacar com a lateral dret per la seva qualitat com a defensa i la seva gran velocitat.

## Trajectòria
Nascut a Astúries, va traslladar-se amb només dos mesos a Catalunya per motius familiars. Format a la Penya Saprissa, va debutar a primera divisió amb el RCD Espanyol a l'edat de 18 anys. Degut a la Guerra civil espanyola, es va veure interrompuda la seva carrera durant el període 1936-1939. Al reprendre l'activitat amb el seu club, es va proclamar Campió d'Espanya el 1940, en la coneguda com la final de l'aigua, en vèncer al Reial Madrid a Mestalla per 3 a 2. Excepte uns breus passos pel RCD Mallorca, Racing de Santander i UE Sant Andreu, va desenvolupar la seva carrera al RCD Espanyol durant 13 temporades, i on es va convertir en un autèntic mite.

## Palmarès
RCD Espanyol
- Copa espanyola: 
  - 1939-40
- Campionat de Catalunya de futbol: 
  - 1936-37, 1939-40